# Stratford (Texas)
Stratford è un comune (city) degli Stati Uniti d'America e capoluogo della contea di Sherman nello Stato del Texas. La popolazione era di 2 017 abitanti al censimento del 2010.

## Geografia fisica
Stratford è situata a 36°20′10″N 102°04′17″W (36.336158, -102.071451).
Secondo lo United States Census Bureau, la città ha una superficie totale di 5,27 km², dei quali 5,27 km² di territorio e 0 km² di acque interne (0% del totale).

## Storia

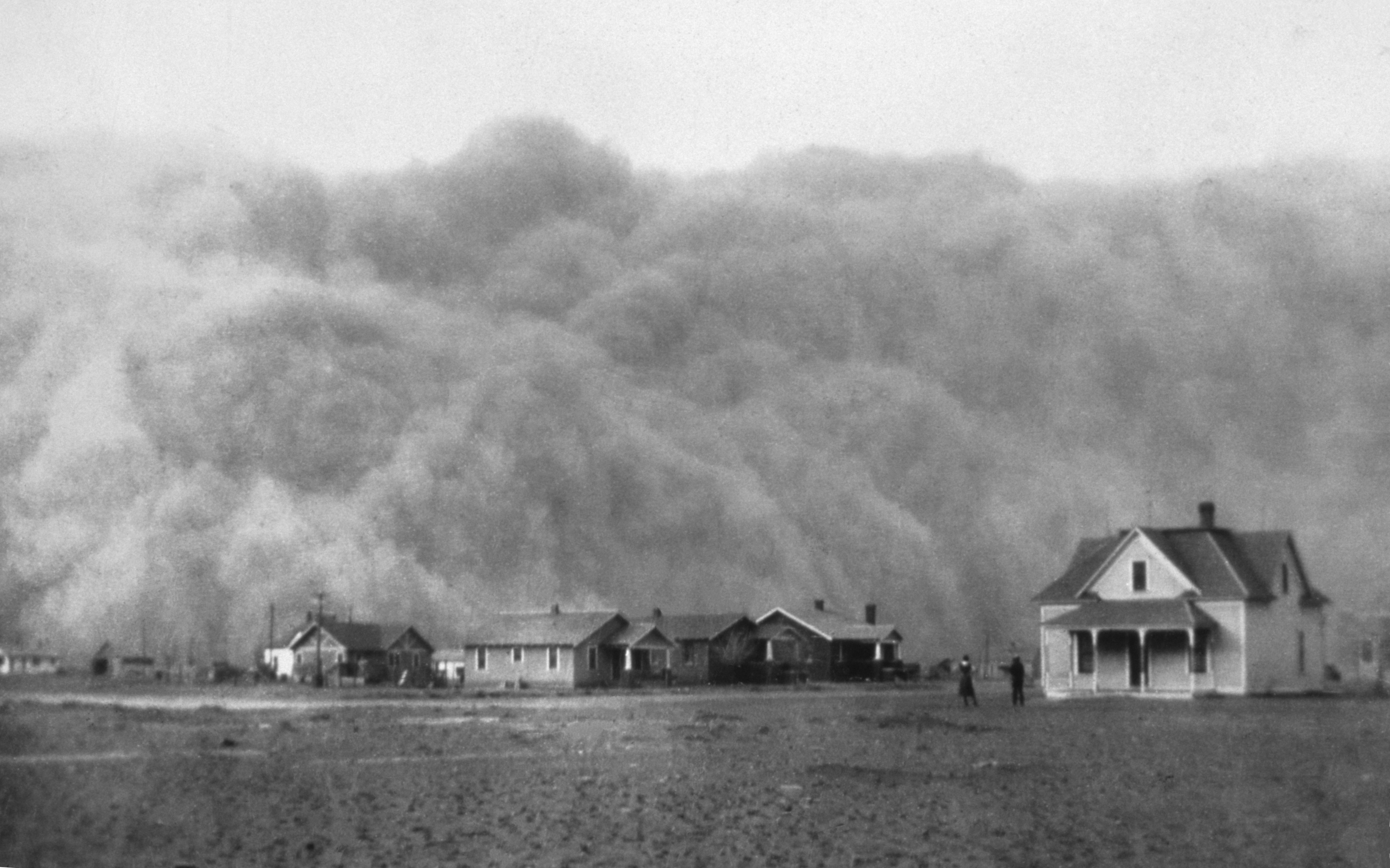
Una tempesta di sabbia si avvicina a Stratford il 18 aprile 1935

## Società

### Evoluzione demografica
Secondo il censimento del 2010, la popolazione era di 2 017 abitanti.

### Etnie e minoranze straniere
Secondo il censimento del 2010, la composizione etnica della città era formata dall'88,7% di bianchi, lo 0,35% di afroamericani, lo 0,45% di nativi americani, lo 0,05% di asiatici, lo 0% di oceanici, l'8,82% di altre razze, e l'1,64% di due o più etnie. Ispanici o latinos di qualunque razza erano il 45,86% della popolazione.